# Пекло (католицизм)

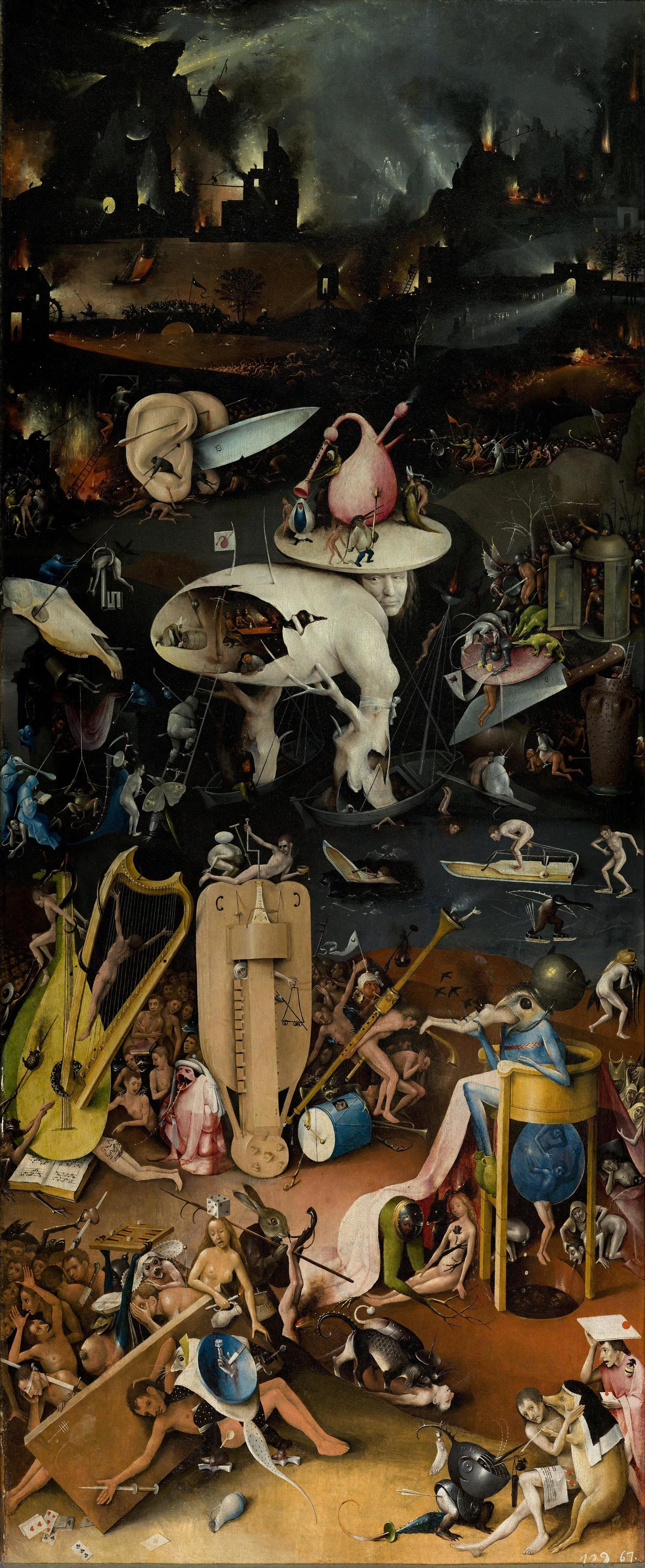
Пекло в триптиха Ієроніма Босха «Сад земних насолод» (біля 1504)

Пекло — у католицькій церкві стан остаточного розділення життя з Богом і святими.
Католицька церква від І ст. вчить про існування невідворотнього пекла. Туди потрапляють після смерті душі людей, що грішили. Вважають, що покарання пеклом образно уявляється як «вічний вогонь» і полягає у вічній розлуці душі від Бога. У 1910 році, згідно з Католицькою енциклопедією, більшість католицьких богословів вважала за пекельні муки фізичні страждання і пояснювала вогонь як буквальний матеріальний вогонь.
Про пекло багато разів говорив Ісус, у тому числі: Бог бажає, щоб усі люди врятувалися і ніхто не потрапив у пекло. Засудження відбувається через добровільне віддалення від Бога (смертний гріх).